# Gertrud (Schleef)
Gertrud ist ein zweibändiger Roman von Einar Schleef, erschienen zwischen 1983 und 2003.

## Inhalt
Knapp auf den Punkt gebracht dreht sich die Handlung in Gertrud um die gleichnamige gealterte Mutter Einar Schleefs. Das Buch erzählt, wie die im ostdeutschen Sangerhausen lebende, über 60-jährige Frau mühselig ihren Alltag zwischen Mangel, Diskriminierung und Krankheit bewältigt und dabei immer wieder von Erinnerungen an ihre Vergangenheit eingeholt wird. Lebte sie einst im Kreise ihrer Familie, ist sie zum Zeitpunkt der Erzählung, welche die Jahre 1970 bis 1980 umschließt, mehr und mehr auf sich allein gestellt – vor allem nachdem ihr Mann gestorben und ihr zweiter Sohn Einar es dem Erstgeborenen gleichgetan hat und in den Westen übergesiedelt ist.

## Erzählsituation
Gertrud ist ein Konglomerat aus den literarischen Techniken innerer Monolog und Bewusstseinsstrom, in denen Einar Schleef versucht, die Gedankenwelt seiner Mutter, von der er nach seiner Flucht durch die innerdeutsche Grenze getrennt war, nachzuempfinden. Als Vorlage dienten ihm unter anderem Briefe der Mutter, eigene Tagebuchaufzeichnungen und auch Gesprächsmitschriften. Auch wenn man Gertrud daher eine Co-Autorschaft zubilligen muss, wird aufgrund der detailgetreuen Akribie, mit welcher der Autor minimale Wahrnehmungen, Gedanken, Empfindungen und Überlegungen schildert, schnell klar, dass die Mutter, wie sie in dem Roman geschildert wird, teils nur als fiktionale Figur angesehen werden kann. Es handelt sich damit also nicht um eine Biografie im eigentlichen Sinne.

## Stilistisches
Obgleich jeder Versuch, die Gedankenwelt einer Figur adäquat wiederzugeben, immer zu Diskrepanzen führen muss, da eine Versprachlichung immer den Tribut der Gleichzeitigkeit, Wechselhaftigkeit und Schnelligkeit fordert, reicht Einar Schleefs Stil in Gertrud erstaunlich nah an bloß Gedachtes heran. Dies hängt mit seinem lebensechten Sprachgestus zusammen, der sich vor allem durch seine Montagetechnik sowie seine elliptische Zertrümmerung der Sätze und deren mundartliche bzw. stark umgangssprachliche Färbung auszeichnet. Auf diese Weise entsteht ein beklemmendes Panoptikum aus teilweise vulgären Alltäglichkeiten und reflexiv aufgearbeiteten vergangenen Geschehnissen, welche sogar die übergreifende Verbindung zur deutschen Katastrophengeschichte des 20. Jahrhunderts nicht unberücksichtigt lassen.

## Hintergrund
Eine wichtige Rolle in Gertruds Erinnerung spielt die Tatsache, dass sie als zu Beginn des 20. Jahrhunderts Geborene gleich vier Staatsformen durchlebt hat: das Deutsche Kaiserreich, die Weimarer Republik, das Dritte Reich und die DDR. Ausgehend von den Problemen, die Einar Schleef selbst in Bezug auf seine Ausbildung und spätere Berufsausübung als Dramaturg mit den diktatorischen Verhältnissen in der DDR hatte, muss es ihm ein inneres Bedürfnis gewesen sein, die deutsche Geschichte literarisch aufzuarbeiten. In Gertruds Monologen kommen ständig die widrigen Lebensumstände in der DDR zur Sprache und die sich daran knüpfenden Erinnerungen der alten Frau (teilweise sogar zurück bis in die Zeit der Völkerwanderung) zeigen Parallelen zur Gegenwart auf. Auf diese Weise werden verschiedene Epochen aneinander gespiegelt und die Geschichte als eine nie enden wollende Kette von Terror, Gewalt und Deformation entlarvt, die sich in der kleinsten Zelle gemeinschaftlichen Zusammenlebens, der Familie, manifestiert.

### Primärliteratur
- Gertrud, Suhrkamp 1983, ISBN 978-3-518-37442-9
- Gertrud II, Suhrkamp 2003, ISBN 978-3-518-45558-6

### Sekundärliteratur
- Tagebuch 1953–1963. Sangerhausen, Suhrkamp 2004, ISBN 3-518-41605-7
- Tagebuch 1964–1976. Ostberlin, Suhrkamp 2006, ISBN 3-518-41758-4
- Tagebuch 1977–1980. Wien, Frankfurt am Main, Westberlin, Suhrkamp 2007, ISBN 3-518-41759-2
- Tagebuch 1981–1998. Frankfurt am Main, Westberlin, Suhrkamp 2009, ISBN 978-3-518-42069-0
- Tagebuch 1999–2001. Berlin, Wien, Suhrkamp 2009, ISBN 978-3-518-42070-6
- Wolfgang Behrens: Einar Schleef. Werk und Person. Theater der Zeit 2003, ISBN 978-3934344303
- Sarah Till: Erzählen gegen das Vergessen. Über die erzählende Reflexion von Geschichte in Uwe Johnsons "Jahrestage" und Einar Schleefs "Gertrud". Grin 2009, ISBN 978-3640321841